# Caratê nos Jogos Pan-Americanos de 2007 - Até 80 kg masculino
A categoria até 80 kg foi uma em disputa nas competições de caratê nos Jogos Pan-Americanos de 2007, no Rio de Janeiro. A modalidade foi realizada no Complexo Esportivo Miécimo da Silva no dia 26 de julho com 8 caratecas.

## Medalhistas
| Ouro   | CHI Diego Borquez                          |
| Prata  | COL Gilbert Ocoro                          |
| Bronze | BRA Nelson Sardenberg CAN Philippe Poirier |

## Resultados
Os oito caratecas participantes são divididos em dois grupos de quatro cada, onde todos enfrentam todos dentro dos grupos. Os dois caratecas com o maior número de pontos (vitória vale dois pontos, empate um e derrota zero) avançam para as semifinais lutando em cruzamento olímpico (primeiro de um grupo contra o segundo do outro). Os vencedores decidem a medalha de ouro na grande final.

### Primeira fase
| Grupo 1           | CON           | BRA | COL | VEN | CUB |
| Nelson Sardenberg | BRA Brasil    | —   | E   | V-D | V-D |
| Gilbert Ocoro     | COL Colômbia  | E   | —   | V-D | D-V |
| César Herrera     | VEN Venezuela | D-V | D-V | —   | V-D |
| Yilexis Márquez   | CUB Cuba      | D-V | V-D | D-V | —   |

| Pos. | L | V | E | D | Pts |
| ---- | - | - | - | - | --- |
| 1    | 3 | 2 | 1 | 0 | 5   |
| 2    | 3 | 1 | 1 | 1 | 3   |
| 3    | 3 | 1 | 0 | 2 | 2   |
| 4    | 3 | 1 | 0 | 2 | 2   |

| Grupo 2           | CON                      | CAN | CHI | DOM | NCA |
| Philippe Poirier  | CAN Canadá               | —   | V-D | E   | V-D |
| Diego Borquez     | CHI Chile                | D-V | —   | V-D | V-D |
| Rubiel Salomón    | DOM República Dominicana | E   | D-V | —   | V-D |
| Norlan Vallecillo | NCA Nicarágua            | D-V | D-V | D-V | —   |

| Pos. | L | V | E | D | Pts |
| ---- | - | - | - | - | --- |
| 1    | 3 | 2 | 1 | 0 | 5   |
| 2    | 3 | 2 | 0 | 1 | 4   |
| 3    | 3 | 1 | 1 | 1 | 3   |
| 4    | 3 | 0 | 0 | 3 | 0   |

### Classificação 5º-8º lugar
|  | Classificação 5º-8º lugar | Classificação 5º-8º lugar |      |                       | 5º lugar           | 5º lugar |  |
|  |                           |                           |      |                       |                    |          |  |
|  |                           |                           |      |                       |                    |          |  |
|  | VEN César Herrera         | KO                        |      |                       |                    |          |  |
|  | NCA Norlan Vallecillo     | 3:00                      |      |                       |                    |          |  |
|  |                           |                           |      |                       |                    |          |  |
|  |                           |                           |      |                       |                    |          |  |
|  |                           |                           |      |                       | VEN César Herrera  | -        |  |
|  |                           | CUB Yilexis Márquez       | w.o. |                       |                    |          |  |
|  |                           |                           |      |                       |                    |          |  |
|  |                           |                           |      |                       |                    |          |  |
|  |                           |                           |      |                       | 7º lugar           |          |  |
|  |                           |                           |      |                       |                    |          |  |
|  | CUB Yilexis Márquez       | 3                         |      | NCA Norlan Vallecillo | w.o.               |          |  |
|  | DOM Rubiel Salomón        | 2                         |      |                       | DOM Rubiel Salomón | -        |  |

### Semifinal e Final
|  | Semifinal             | Semifinal         |   |  | Final             | Final |  |
|  |                       |                   |   |  |                   |       |  |
|  |                       |                   |   |  |                   |       |  |
|  | BRA Nelson Sardenberg | 4                 |   |  |                   |       |  |
|  | CHI Diego Borquez     | 5                 |   |  |                   |       |  |
|  |                       |                   |   |  |                   |       |  |
|  |                       |                   |   |  |                   |       |  |
|  |                       |                   |   |  | CHI Diego Borquez | 2     |  |
|  |                       | COL Gilbert Ocoro | 0 |  |                   |       |  |
|  |                       |                   |   |  |                   |       |  |
|  |                       |                   |   |  |                   |       |  |
|  |                       |                   |   |  |                   |       |  |
|  |                       |                   |   |  |                   |       |  |
|  | COL Gilbert Ocoro     | 2                 |   |  |                   |       |  |
|  | CAN Philippe Poirier  | 1                 |   |  |                   |       |  |

## Classificação final
| Pos.              | Atleta                |
| ----------------- | --------------------- |
| Medalha de ouro   | CHI Diego Borquez     |
| Medalha de prata  | COL Gilbert Ocoro     |
| Medalha de bronze | BRA Nelson Sardenberg |
| Medalha de bronze | CAN Philippe Poirier  |
| 5                 | CUB Yilexis Márquez   |
| 6                 | VEN César Herrera     |
| 7                 | NCA Norlan Vallecillo |
| 8                 | DOM Rubiel Salomón    |